# Lamothe-Endo
Lamothe-Endo est une ancienne commune du Gers. En 1823, elle est démantelée et partagée entre les communes de Fleurance et de Urdens. Aujourd'hui, un lieu-dit subsiste.

## Géographie

### Localisation
Lamothe-Endo se situe en Gascogne, en Lomagne gersoise, au sein des communes de Urdens et de Fleurance.

### Voies de communication et de transports
Lamothe-Endo est desservie par un chemin vicinal.

## Toponymie
La municipalité est aussi mentionnée sous les noms de Lamotheando (1793) et La Mothe-en-Do (1801).

## Histoire
La commune faisait partie du canton de Fleurance. En 1823, Lamothe-Endo fut démantelée au sein des communes de Fleurance et de Urdens. En 1926, l'arrondissement de Lectoure est dissout, et le canton de Fleurance revint à l'arrondissement de Condom. En 2014, Fleurance et Urdens sont transférées au canton de Fleurance-Lomagne. Fleurance en devint le bureau centralisateur.

## Population et société

### Démographie
| 1793 | 1800 | 1806 | 1821 |
| ---- | ---- | ---- | ---- |
| 137  | 204  | 233  | 285  |